# Peromyscus pembertoni
Peromyscus pembertoni е изчезнал вид бозайник от семейство Хомякови (Cricetidae).

## Разпространение
Видът е бил разпространен на остров Сан Педро Ноласко в Калифорнийския залив.